# 元帥
元帥（げんすい、英: Marshal（陸軍、空軍）、Admiral of the fleet他（海軍））は、軍隊における階級、または称号。元帥号とも。階級を示す場合には大将よりもさらに上位で軍隊における最上級の階級であり、称号を示す場合には大将または上級大将の階級を持つ者の中から選ばれることが一般的である。広義の元帥には「大元帥・元帥・将帥・次帥・副元帥・代帥」などが区分されることもある。陸海空軍で呼称の異なる元帥を総称しFive-star rank（五つ星）と呼ぶこともある。

## 語源
漢字文化圏における「元帥」の語の語源は『春秋左氏伝』での僖公27年（紀元前633年）冬の晋の郤縠の言葉とされる。隋末、唐朝の始祖となる李淵が右元帥と左元帥を設けた。
英語「Marshal」（陸軍元帥）の語源はフランク王国の指揮官の職名、国王の厩舎を預かる役人、転じて戦争時における国王の補佐役に由来するという。歴史的にはこの語は必ずしも最高位でなく、フランスの「maréchal de camp」、ポルトガルの「marecal de campo」および
スペイン「mariscal de campo」（英語のfield marshalに相当）は陸軍元帥ではなく少将に相当する階級（中将と准将の間）であったため、注意を要する。フランスでは1793年に「général de brigade」(1949年に准将位に改正）に改称されるが、1812年から1848年の間は本呼称に戻されていた。ポルトガルでは1864年に「general de brigada」、1947年に「brigadeiro」、1999年に「major-general」と三度改称している。そして、スペインでは1889年に「general de división」へと改称された（師団将軍#スペインおよび旅団将軍#フランスを参照）。また、フランス陸軍の機甲科、騎兵科、砲兵科、輜重科および国家憲兵隊ではsergentおよびsergent-chefに替わってmaréchal des logisおよびmaréchal des logis-chefと呼称しており、下士官の階級呼称として使用する例もある。フランス陸軍の元帥をmaréchal de France 呼称するのは下士官の階級との差別化の意味合いも含まれている。

## 名称
漢字文化圏では一般的に陸海空軍士官の階級名には共通のものが用いられ、必要に応じて陸海空の区分が冠されることが多く、元帥の場合も同様であるが、欧米圏においては陸海空軍毎に元帥に相当する階級名が異なっている。また、広義の元帥は階級とされていても個別的な称号的色彩が強く特定の国家においても多様なものとなることが多い。
かつて徴兵制・総力戦が当然であった時代は、戦時において軍隊の規模が膨れ上がったときに、増加した大将を束ねる最上位の階級として元帥相当の階級が実務上も要請されていたケースが多かった。しかし、第二次世界大戦後は、各国においても軍隊の規模（とくに人的規模）が縮小され、また大規模な戦争もあまり行われていないことから、西側諸国においては元帥（さらにその上の大元帥）の実際の就任例は少ない。現代においては、元帥以上の階級を設置している、あるいは設置しようとしている国や地域でも、あくまで名誉職にとどまっているケースが大半である。
一方で北朝鮮の朝鮮人民軍においては大元帥、共和国元帥、人民軍元帥、次帥と、元帥の階級が細分化されている。共和国元帥以上は国家の最高指導者たる金日成、金正日、金正恩のみに付与される名誉称号であり、大元帥の階級は金日成の最晩年と金正日の死後に贈られた。

## 各国の元帥
- 日本の元帥 - 階級ではなく名誉の官職および称号に相当。日本の軍隊史上「陸軍元帥」任官の例は西郷隆盛ただ一人を除いて見つけることができない。また「大元帥」や「海軍元帥」[6]の任官の例は見つけられない[注釈 4]。
- 大韓民国の元帥 - 階級は存在するが、任官者がいた例は有史以来ない。
- 北朝鮮の元帥 - 複数の階級があり、共和国元帥、人民元帥、次帥が存在する。
- 中華人民共和国の元帥
- ロシア連邦の元帥
  - ソビエト連邦：ソ連邦元帥（陸軍）・ソ連邦元帥（海軍）・海軍元帥 (1945-55) - ※このほか各種兵科元帥、兵科総元帥および海軍元帥（1940-55・1962-1991） があるが、これらは元帥ではあるものの階級としては上級大将に相当する。
- ポーランドの元帥
- ユーゴスラビアの元帥
- イタリアの元帥
- ドイツの元帥
- フランスの元帥 - 階級ではなく名誉称号に相当。
- イギリスの元帥
- アメリカ合衆国の元帥